# قومية إثيوبية

علم ثلاثي الألوان عادي لإثيوبيا بدون رمز الدولة عليه. تعد الالوان الثلاثة الإثيوبية رمزًا مشتركًا للهوية الإثيوبية.

القومية الإثيوبية (بالأمهرية: ኢትዮጵያዊነት)‏، هي مبدأ سياسي يتركز في إثيوبيا. تم نشر الأيديولوجية عبر التاريخ القديم، من الإمبراطورية الإثيوبية وحكم الديرغ. لقد استخدمت النخبة الحاكمة في أمهرة، لأكثر من قرن من الزمان، هذه الأيديولوجية لمتابعة سياسة الاستيعاب وتوطيد السلطة. بدأ الصراع بين المستعمر الإثيوبي الذي ينتمي لمجموعة الأمهرة العرقية ومجموعات عرقية مختلفة مقهورة مثل أورومو وسيداما وتغراي وإريتريا ضد الإمبراطورية. في عام 1991، حصلت إريتريا على استقلالها حيث انهار نظام ديرغ وتولت جبهة التحرير تغراي السلطة وأنشأت دولة فيدرالية. سادت ثقافة الأمهرة طوال عصور الحكم العسكري والملكي. قامت كل من حكومة هيلا سيلاسي والديرغ بنقل العديد من الأمهرة إلى جنوب إثيوبيا بما في ذلك منطقة أوروميا الحالية حيث خدموا في الإدارة الحكومية والمحاكم والكنيسة وحتى في المدرسة، حيث تم إلغاء النصوص الأوروموية واستبدالها بالأمهرية. نتيجة لهذا، تصاعدت التوترات العرقية ضد نظام نفتينيا حيث قام كل من الأورومو والصوماليين والتيجراي والإريتريين بتشكيل حركات انفصالية مثل جبهة تحرير أورومو وجبهة التحرير تغراي وجبهة التحرير الإريترية والجبهة الوطنية لتحرير أوغادين التي كافحت للإنفصال عن الإمبراطورية الإثيوبية والتي أدت فيما بعد إلى الحرب الأهلية الإثيوبية. تتضارب الروايات بين القوميين الأوروميين والقوميين الإثيوبيين، مثل الأمهرة، حول وضع أديس أبابا. نظرت النخب الحبشية إلى هوية الأورومو ولغاتها على أنها عوائق أمام توسع الهوية الوطنية الإثيوبية. سيطر الأمهرة على السياسة في إثيوبيا حتى عام 1991.

## التاريخ

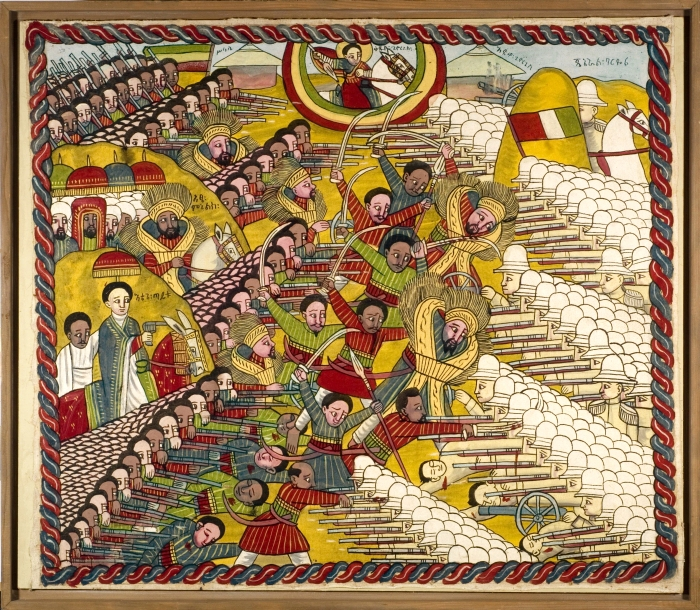
لوحة تصور معركة عدوة عام 1896 حيث انتصرت القوات الإثيوبية على غزو القوات الإيطالية. يُعتز بالنصر كمثال على دعم إثيوبيا لاستقلالها ضد القوى الاستعمارية الأوروبية، ويتم الاحتفال به سنويًا في إثيوبيا في النصر في يوم عدوة.

يُذكر أن مفهوم الأمة الإثيوبية من قبل القوميين الإثيوبيين قد بدأ مع مملكة أكسوم في القرن الرابع الميلادي حين سيطرت المملكة، ذات الأغلبية المسيحية، في ذروة قوتها على ما هو الآن المرتفعات الإثيوبية، وإريتريا، والمناطق الساحلية في جنوب شبه الجزيرة العربية. كانت المملكة مسؤولة عن تطور الحركة الدينية التي أصبحت كنيسة التوحيد الأرثوذكسية الإثيوبية. ومع ذلك، تسبب توسع الإسلام في القرن السابع في تراجع مملكة أكسوم، وتحول معظم سكان الأراضي المنخفضة إلى الدين الجديد، في حين ظل سكان المرتفعات مسيحيين. ومنذ أن انقسم شعب أكسوم بين المرتفعات المسيحية والأراضي المنخفضة الإسلامية، اشتدت التوترات الدينية والقبلية والمنافسات بين الناس. تحول مجتمع أكسوم إلى كونفدرالية فضفاضة لدول المدن التي حافظت على لغة أكسوم.
قاد شعب شاوان تأسيس إثيوبيا الحديثة، ولا سيما أباطرة أمهرة مثل تيودروس الثاني من جوندار، ومنليك الثاني ملك شيوة، اللذان حكما من عام 1855 إلى عام 1868، ويوحنس الرابع، من تغراي، الذي حكم من عام 1869 إلى عام 1889 والذي تمكن من توسيع سلطته إلى إريتريا، ومنليك، الذي حكم من 1889 إلى 1913 وصد الغزو الإيطالي عام 1896.
لم تُستعمر إثيوبيا أبدًا على عكس بقية أفريقيا. تم قبول إثيوبيا كأول دولة مستقلة من أفريقيا في عصبة الأمم في عام 1922. لقد احتلت إثيوبيا من قبل إيطاليا بعد الحرب الإيطالية الإثيوبية الثانية، ولكن تم تحريرها من قبل الحلفاء خلال الحرب العالمية الثانية.
بعد الحرب ضمت إثيوبيا إريتريا. ومع ذلك، تصاعدت التوترات العرقية بين الأمهرة وشعوب إريتريا وأورومو والصومال وتغراي، التي شكل كل منها حركات انفصالية مكرسة للانفصال عن إثيوبيا التي تهيمن عليها أمهرة. وبعد الإطاحة بالملكية الإثيوبية من قبل الطغمة العسكرية التي عرفت باسم ديرغ، صارت البلاد متحالفة مع الاتحاد السوفيتي وكوبا بعد أن فشلت الولايات المتحدة في دعمها في صراعها العسكري مع الانفصاليين الصوماليين في منطقة أوغادين. وبعد نهاية الحكم العسكري في إثيوبيا عام 1993، انفصلت إريتريا عن إثيوبيا.

## تراث الاستقلال
في مارس 1896 وقعت معركة نهائية بين قوات إيطاليا الاستعمارية وقوات الإمبراطورية الإثيوبية في بلدة في شمال إثيوبيا تسمى عدوة. كانت المعركة قصيرة ولكنها كانت عنيفة للغاية حيث قتل عشرات الآلاف. في ذلك الوقت قام الإمبراطور الإثيوبي منليك الثاني بتعبئة الشعب الإثيوبي بغض النظر عن الطبقة والعرق. ستشهد حملة التعبئة سير ملايين المواطنين الإثيوبيين من مدنهم وقراهم ومدنهم إلى المرتفعات الشمالية من أجل الحفاظ على إمبراطوريتهم الأفريقية. ستنتهي هذه المعركة بانتصار حاسم لإثيوبيا ميز البلاد بإرث فريد من الاستقلال في مواجهة العدوان الأوروبي.
معركة عدوة هي الأساس للفكر القومي الإثيوبي. وبالنسبة للعديد من الإثيوبيين، فإن خطر الغزو الأجنبي كان صرخة حشدت التضحيات الوطنية والأيديولوجيات القومية. وفي الوقت الذي وقعت فيه معركة عدوة، سيطرت القوات الأوروبية على كل أفريقيا تقريبًا. كسر الاستقلال الإثيوبي قالب التفوق الأوروبي وأعطى منارة أمل للأمم والشعوب السوداء حول العالم. بالنسبة للعديد من الإثيوبيين، مثلت هذه اللحظة لحظة انتقالية أدركت فيها الأمة مذهبها الغائي. وبينما كانت الحرب الأولى ضد إيطاليا حربًا موحدة، كان غزو بينيتو موسوليني عام 1934 مثيرًا للانقسام. وفي ملاحظة على الأمة الإثيوبية جادل تشارلز ماكليلان بأن الحرب الإيطالية الحبشية عام 1934 كانت في الواقع «حرب أهلية مثل حرب ضد العدوان الأجنبي». جادل ماكليلان بأن الخلافات السياسية والفئوية التي ظهرت في إثيوبيا قبل الحرب، لم يتم حلها من قبل الغزو الإيطالي ولكن تم تضخيمها بدلًا من ذلك. لقد أدى هذا في رأي المؤلفين إلى عصر من الفصائل المريرة التي «تحدد ديناميكيات السياسات الإثيوبية بعد الحرب».

## عصر الفدرالية العرقية
منذ عام 1992 وحتى الآن، ومنذ تعيين الأورومي آبي أحمد رئيسًا للوزراء، سيطرت جبهة التحرير تغراي بالكامل تقريبًا على الحكومة التي تستفيد من سلطتها لتركيز الثروة والتنمية في منطقة تغراي. لقد كان الحكم المهيمن لشعب تغراي في إثيوبيا، من نواح كثيرة، بمثابة رد فعل على الحكم المفرد للأمهره لقرون. لقد ساهم حكم الهيمنة لمجموعة عرقية واحدة في تهميش العديد من الجماعات داخل إثيوبيا وأدى إلى دائرة من العنف والانتقام. وفي أوائل التسعينيات، اعتقدت جبهة التحرير تغراي أنه من خلال نظام دولة فيدرالية عرقية، وهو نظام يتم فيه تعيين المناطق وتقسيمها حسب السكان العرقيين، فإن يمكنهم
«(1) تقليل الصراع بين الأعراق الذي قسم المجتمع الإثيوبي لقرون؛ (2) تعزيز الظروف المادية العادلة في جميع مناطق البلاد؛ (3) تحسين كفاءة وفعالية أداء القطاع العام على المستوى الميداني. كما جادلت الجبهة بإمكانية استخدام التفويض السياسي والإداري لتعزيز هذه الأهداف دون تهديد أهداف مهمة أخرى، مثل النمو الاقتصادي والاستقرار السياسي».
وفي حين أن هذه المنطقة لم تُمنح «سيطرة دون وطنية واسعة النطاق على السياسات الفنية والقوانين واللوائح والضرائب»، فإن تأسيسها أعطى مصداقية لمختلف الاستقلال والحركات العرقية في جميع أنحاء البلاد. بالنسبة للقوميين الإثيوبيين، فقد شجعت هذه المصداقية الجماعات المختلفة، مما منحهم المزيد من التماسك، في حين تآكلت الوحدة الوطنية والمفاهيم الإثيوبية. لقد تناقض الاستقلال المتزايد لهذه الجماعات مع القمع المتزايد من قبل نخب تغراي، حيث صنعت الطبقة السائدة الجماعات على حد سواء من خلال التماسك العرقي الأكبر، ولكنها خنقت إرادتها السياسية بشفافية. وكما يتضح من انتخابات 2005، فإن استخدام جبهة التحرير تغراي للقمع العنيف لإخضاع منتقدي الائتلاف الحاكم كان له تأثير على تطرف الأحزاب العرقية وزيادة الانقسامات العرقية. ينظر العديد من القوميين الإثيوبيين إلى نظام الفيدرالية العرقية على أنه جعل الحكم في إثيوبيا لعبة محصلتها صفر. إن الفوز بالسلطة في إثيوبيا هو حرمان لأي مجموعة عرقية أخرى من قوة كبيرة. ومن خلال التخلي عن المفاهيم الإثيوبية في الحوار السياسي الوطني، زادت جبهة التحرير تغراي الانقسامات العرقية وأسست نظامًا يدور حول الانتماء العرقي، خالٍ من الأيديولوجية السياسية. وفي عام 2015 و«بعد الكشف عن خطة رئيسية لتوسيع حدود العاصمة، أديس أبابا» إلى أوروميا خرج الآلاف من شباب أورومو إلى الشوارع مطالبين بزيادة التمثيل السياسي، ووضع حد للخطة الرئيسية التي ترعاها جبهة التحرير تغراي، وسبل المعارضة. ومع أن الحزب الحاكم حاول تخفيف هذه الاحتجاجات من خلال القوة الجسدية إلا أنها نمت وأطلقت أمهرة، الغاضبة من مطالبة غير محققة بإعادة السيطرة على بعض أراضيها، احتجاجات تطالب بتمثيل ونفوذ سياسيين متناسبين. وبعد فترة حالة الطوارئ لمدة 10 أشهر التي فرضتها جبهة التحرير تغراي، والتي شهدت تنازل رئيس الوزراء هايليماريام ديسالين، تم اختيار آبي أحمد من قبل تحالف الجبهة الثورية الديمقراطية الشعبية الإثيوبية الحاكم كرئيس للوزراء القادم بسبب أصوله الأوروموية. منذ توليه السلطة، اتخذ إصلاحات كبيرة تسمح بعودة المنشقين السياسيين، وإطلاق سراح بعض السجناء السياسيين، وتحرير الاقتصاد. في حين أن مساعيه للإصلاح وإضفاء الطابع الديمقراطي على الأمة قد حصل على دعمه في جميع أنحاء البلاد، إلا أنه لم يتطرق إلى القضايا الأساسية للنظام الفيدرالي العرقي، والتي تعتبر في رأي القوميين السبب الجذري لسياسات المحسوبية العرقية والتوترات. يعتقد القوميين الإثيوبيين أنه يجب إنهاء الفدرالية العرقية لتحويل السياسة الإثيوبية من المحسوبية العرقية إلى الإيديولوجية، وأنها يجب أن تنتهي لإحداث التماسك الوطني والولاء الطائفي الصريح، فإن خلال تفتيت التماسك العرقي يؤدي إلى عصر الوحدة والازدهار.

علم إثيوبيا السابق وعليه أسد يهوذا.

## فهرس
- Motyl، Alexander J. (2001). Encyclopedia of Nationalism, Volume II. Academic Press. ISBN:0-12-227230-7.  Motyl، Alexander J. (2001). Encyclopedia of Nationalism, Volume II. Academic Press. ISBN:0-12-227230-7.  Motyl، Alexander J. (2001). Encyclopedia of Nationalism, Volume II. Academic Press. ISBN:0-12-227230-7.